# Sudo
Het sudo-commando is een programma voor op UNIX gebaseerde besturingssystemen dat gebruikers in staat stelt om programma's uit te voeren met speciale privileges, meestal met rootrechten. Het is de afkorting van substitute user (of super user) do.
Het programma werd oorspronkelijk geschreven door Bob Coggeshall en Cliff Spencer "rond 1980" op de "Department of Computer Science" op SUNY/Buffalo. De huidige versie wordt actief ontwikkeld en wordt beheerd door OpenBSD-ontwikkelaar Todd C Miller en wordt uitgegeven onder de ISC-licentie, een BSD-achtige licentie.